# 霍尔迪·科迪纳
霍尔迪·科迪纳(Jordi Codina Rodríguez，1982年4月27日—），是一名西班牙的職業足球運動員，司職守門員，現由塞浦路斯足球甲級聯賽尼科西亞租借至塞浦路斯足球甲級聯賽帕福斯。

## 外部連結
- APOEL official profile